# William Tinsley
William Tinsley (* 1804 in Clonmel; † 1885 in Cincinnati) war ein US-amerikanischer Architekt irischer Herkunft.
William Tinsleys Familie war vor allem im Baugeschäft tätig. Er wurde wie sein Bruder Thomas Architekt und  verbrachte den ersten Teil seines Lebens in seinem Heimatland Irland. Er baute Privathäuser, Kirchen, Brücken und Landsitze und bevorzugte dabei den neogotischen Stil; eines seiner bemerkenswertesten Projekte war die Gestaltung von Cahir im Auftrag des Earls von Glengall. Eine seiner Brücken ist die um 1840 erbaute Tinsley Bridge, die allerdings unter dem Namen Kilmaclugh Bridge besser bekannt ist und über den  Clashawley führt. Sie wurde mehrfach von schweren Hochwasserschäden betroffen.
1851 wanderte er nach Cincinnati aus. Zu seinen Bauwerken in den USA gehören Gebäude des Rockwell-, Kenyon- und des  Wabash-Colleges, für die University of Wisconsin sowie die Wesleyan University und die Northwestern Christian University in Indianapolis. Ferner baute er die Christ Church in Indianapolis, die St. John's Episcopal Church in Lafayette (Indiana) und die Calvary Episcopal Church in Clifton bei Cincinnati. Hier erbaute er auch Henry Probascos Wohnhaus Oakwood. Später erhielt er den Auftrag, den Platz um den von Probasco gestifteten Tyler-Davidson-Brunnen zu gestalten.